# ゼンちゃんツーちゃん
『ゼンちゃんツーちゃん』とは日本テレビ系列で放送されていた交通事故防止キャンペーン番組（アニメ・実写併用）である。時報映画社製作。

## 概要
1969年10月20日から1970年1月17日にかけて、日本テレビ系列で放送された児童向け交通教育番組。放送時間（JST）は毎週月曜日 - 土曜日の8:20 - 8:25。帯番組として放送された。
日本テレビ系列での本放送終了後は、各地域の地方局によって再放送された。
放送局によっては『ゼンちゃんツウちゃん』等の表記ゆれがみられるが、本項では本放送時の表記「ゼンちゃんツーちゃん」に準じた。

## 声の出演
- 野沢雅子ほか[5][6]

## スタッフ
- 担当者 - 藤井賢祐[7]
- 製作 - 時報映画社[1]

## 放送局
- 日本テレビ[8]
- 山形放送（1970年に放送）：月曜 - 土曜 15:55 - 16:00[9]
- 仙台放送（1970年4月 - 10月に放送）：月曜 - 金曜 8:00 - 8:05[10]
- 富山テレビ
- 石川テレビ
- 名古屋テレビ[8]
- 静岡放送
- 読売テレビ[8]
- 西日本放送
- テレビしまね(現・山陰中央テレビ)
- テレビ西日本[8]

## 備考
交通安全教育向けの16ミリフィルム教材として『ぜんちゃん、つーちゃん』というアニメーション映画が存在。幼児向けの交通安全教育映画。。